# Dendroligotrichum squamosum
Dendroligotrichum squamosum là một loài Rêu trong họ Polytrichaceae. Loài này được (Hook. f. & Wilson) Cardot mô tả khoa học đầu tiên năm 1908.